# Stadtmuseum Brilon

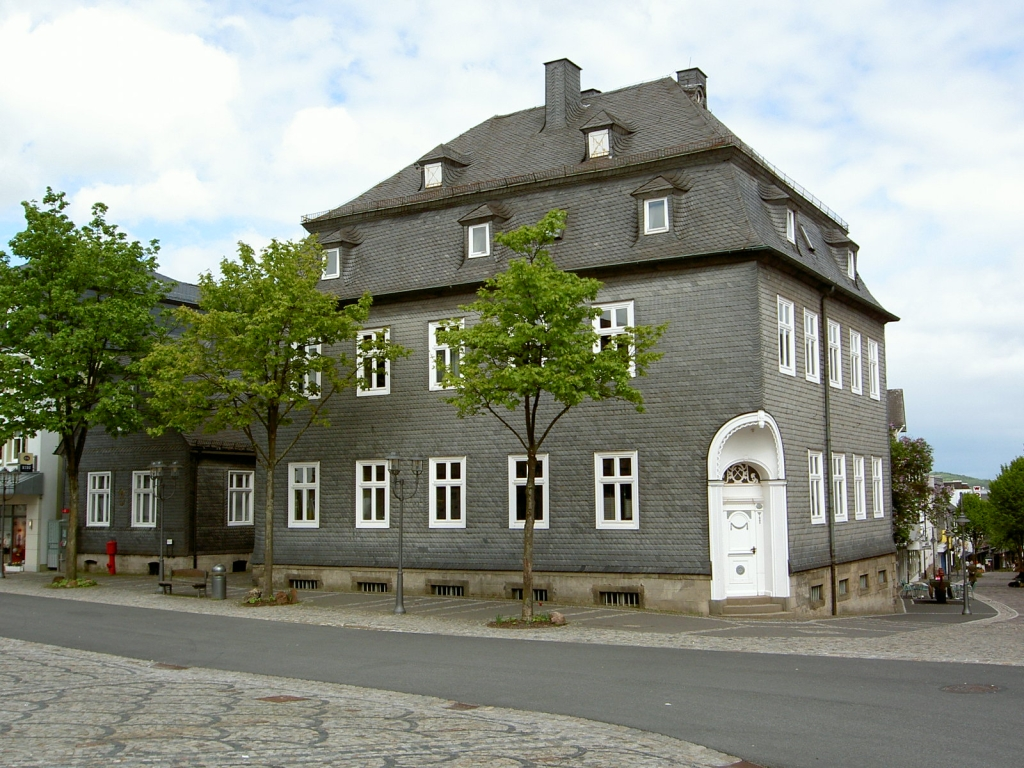
Haus Hövener

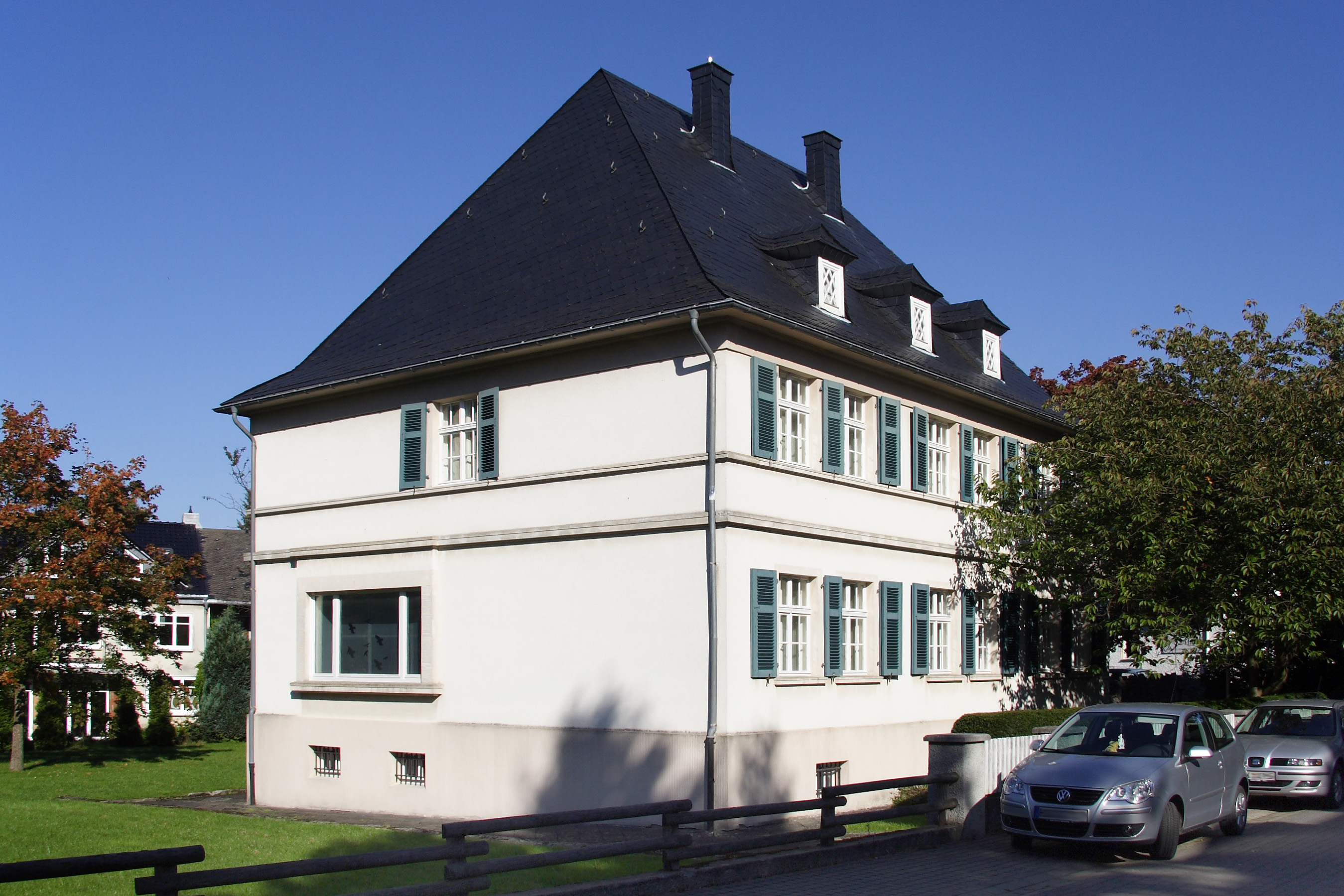
Haus Henning

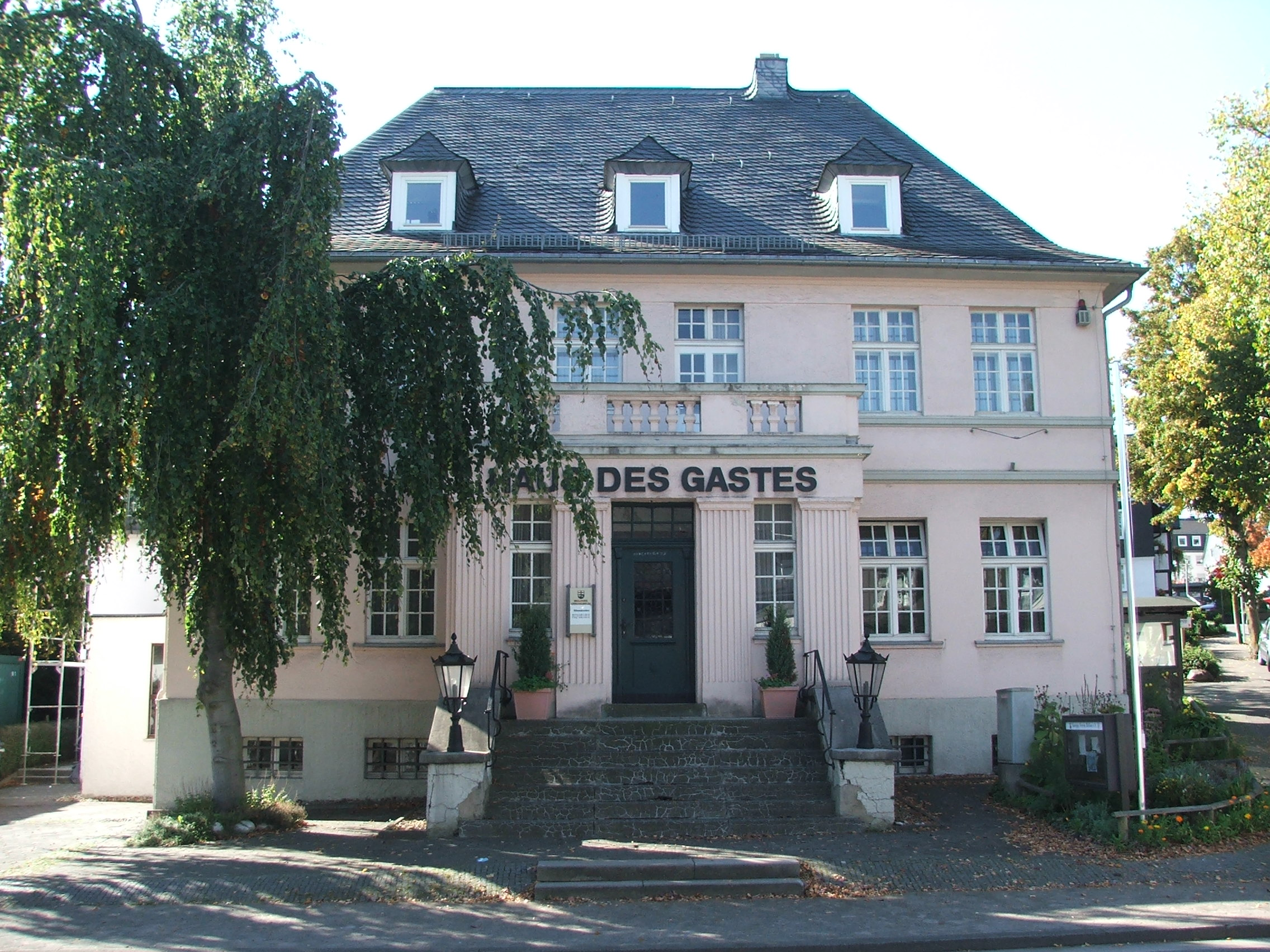
Haus des Gastes

Briloner Eisenberg und Gewerke – Stadtmuseum Brilon war ein heimatkundliches Museum in  Brilon. 

## Geschichte
Das Museum wurde 1983 gegründet und befand sich zunächst im Haus des Gastes. Später wurde das Museum im Haus Henning am Heinrich-Jansen-Weg untergebracht. Nach dem Umbau des Hauses Hövener sind etliche Exponate des Museums dort ausgestellt.

## Haus Hövener
Im Spätmittelalter befand sich an der Stelle des heutigen Hauses ein Hospiz zum heiligen Geist. Es wurde 1742 durch einen Stadtbrand zerstört. Das Grundstück blieb zunächst unbebaut. 
Das Haus Hövener wurde in den Jahren 1803/1804 vom Kaufmann Camerarius Caspar Krüper erbaut. Das palaisähnliche Gebäude befindet sich in exponierter Stelle direkt am Markt in unmittelbarer Nachbarschaft zum Rathaus. 
Im Jahre 1815 wurde das Haus von Charlotte Catharina Unkraut erworben. Ihre Familie war im Eisenbergbau und Hüttenwesen tätig. Die letzte Angehörige dieser Familie war die Studiendirektorin Wilhelmine Hövener, die im Haus bis zu ihrem Tode im Alter von 93 Jahren lebte.

## Ausstellung
Ein besonderer Schwerpunkt lag auf dem Gruben- und Hüttenwesen. Außerdem war im Museum ein Dinosaurierskelett zu sehen, das bei Ausgrabungen nahe dem Dorf Nehden entdeckt wurde. Insgesamt waren 15 Skelette der Gattung Iguanodon gefunden worden.

## Bilder

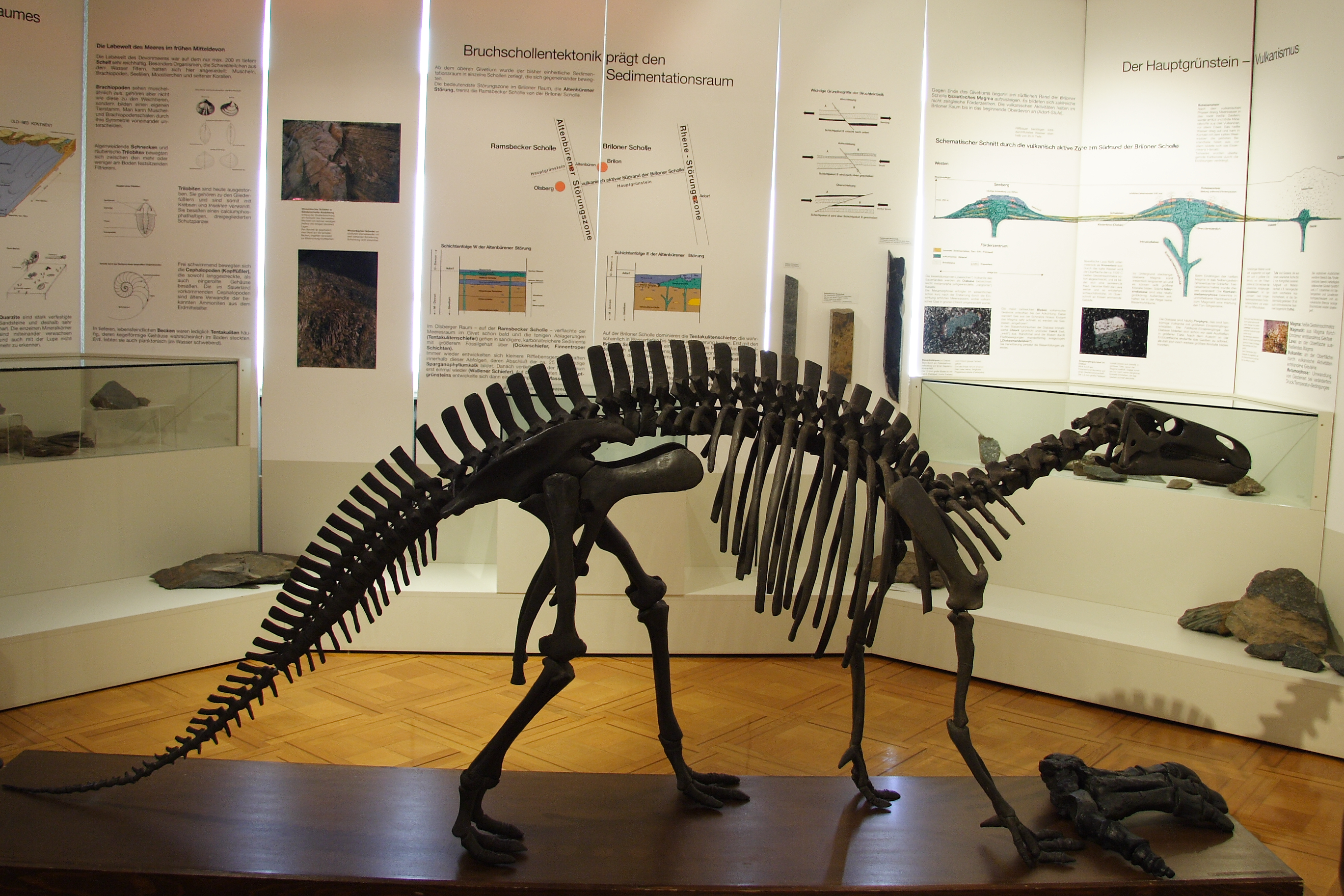
Saurierskelett
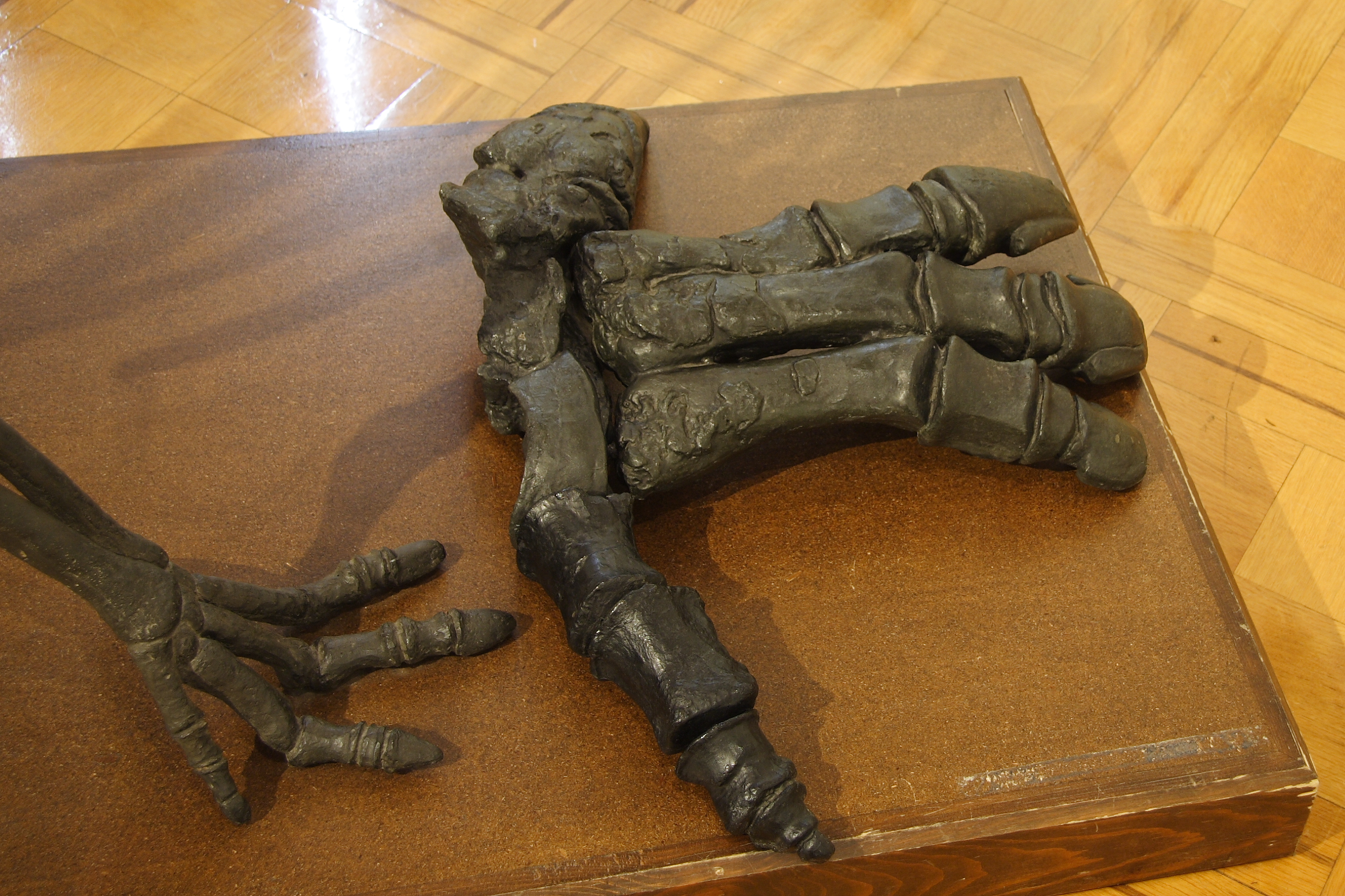
Saurierfuß
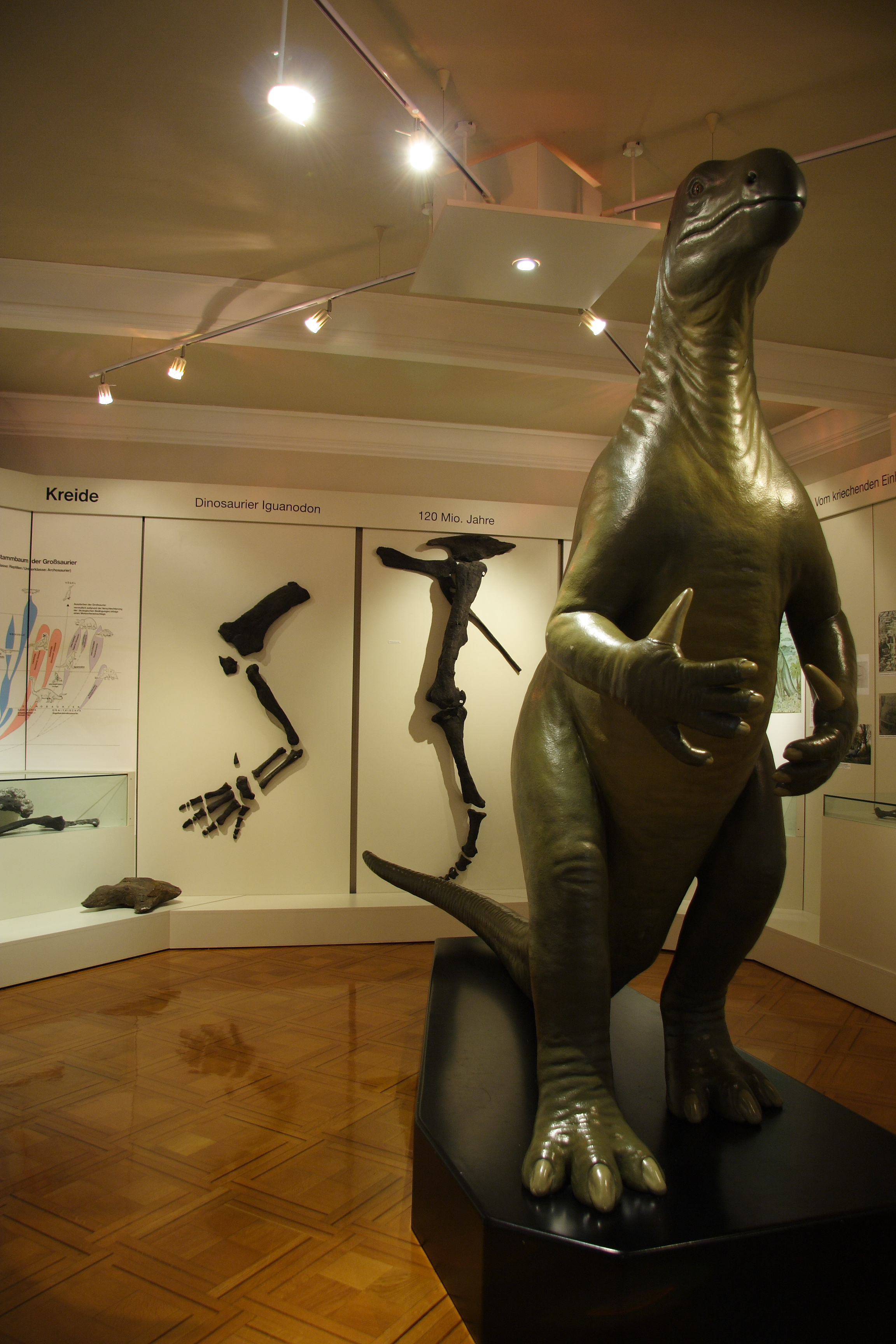
Sauriernachbildung
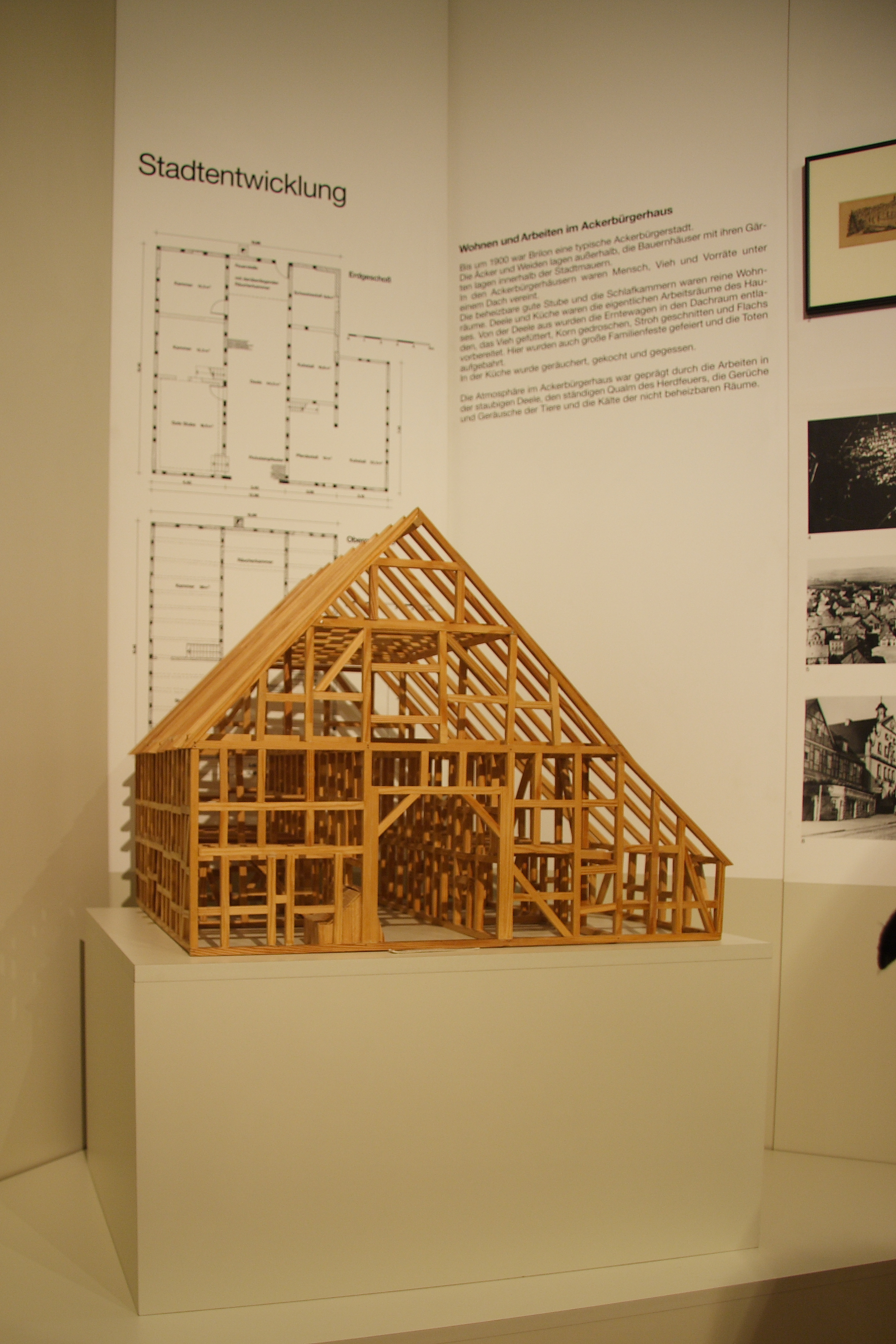
Modell eines Ackerbürgerhauses
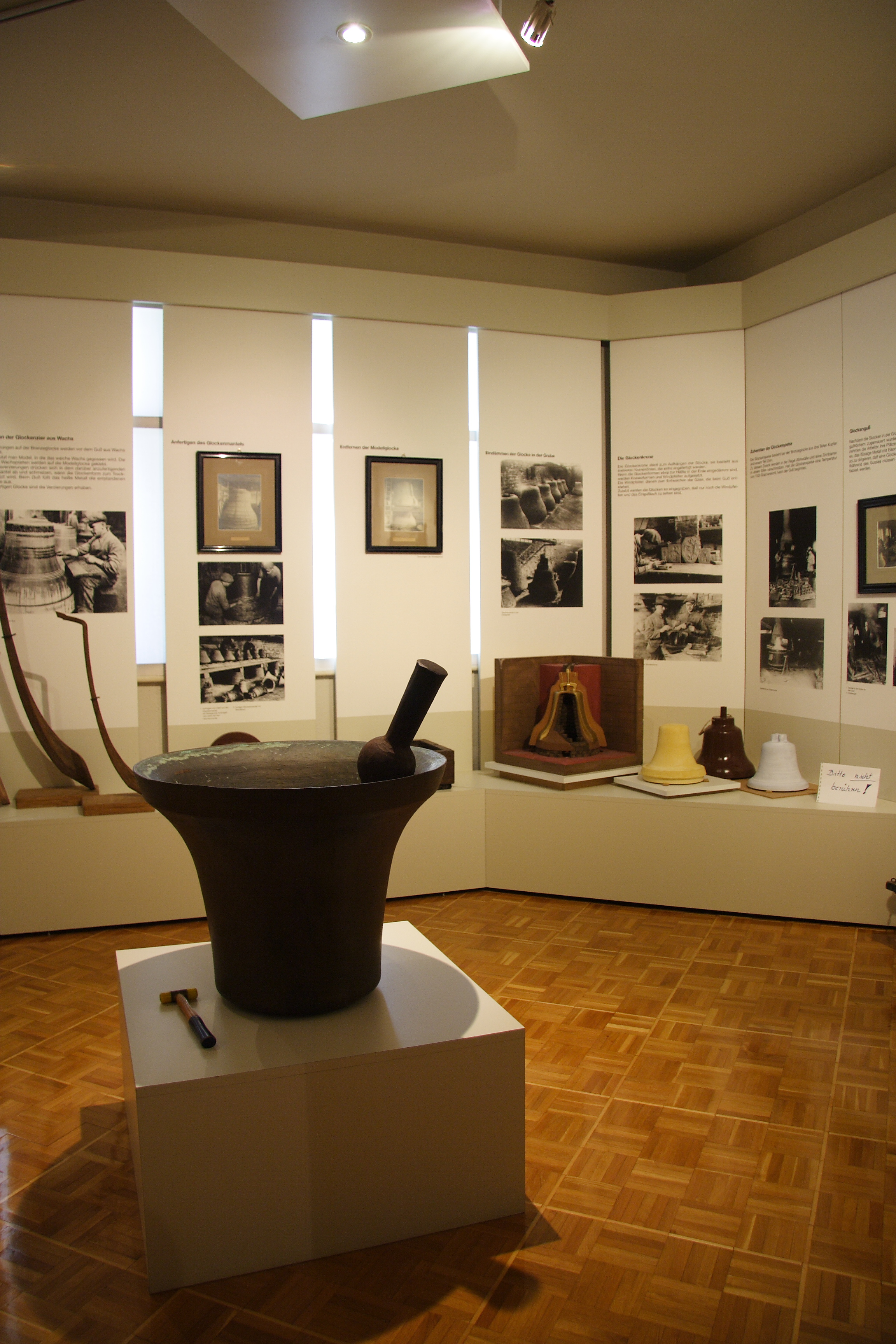
Glockenfertigung in Brilon